# Oldenlandia chevalieri
Oldenlandia chevalieri är en måreväxtart som beskrevs av Charles-Joseph Marie Pitard. Oldenlandia chevalieri ingår i släktet Oldenlandia och familjen måreväxter.
Artens utbredningsområde är Vietnam. Inga underarter finns listade i Catalogue of Life.